# Ćenovac
Ćenovac (en serbe cyrillique : Ћеновац) est un village de Serbie situé dans la municipalité de Lebane, district de Jablanica. Au recensement de 2011, il comptait 393 habitants.

## Démographie
| 1948 | 1953 | 1961 | 1971 | 1981 | 1991 | 2002 | 2011 |
| ---- | ---- | ---- | ---- | ---- | ---- | ---- | ---- |
| 347  | 388  | 392  | 398  | 433  | 457  | 423  | 393  |

|  |